# Teignmouth
Teignmouth is een civil parish aan de zuidkust van Engeland, dus aan het Kanaal. De plaats ligt ten noorden van de plek waar de Teign in het Kanaal uitmondt.

## Geschiedenis
Tengemuða werd in 1044 voor het eerste genoemd, wat monding van de stroom betekent. In de late middeleeuwen was het dorp een lokale havenplaats. Het belang van de haven nam hierna af, als gevolg van verzanding van de haven. 
In de zeventiende eeuw waren visserij en smokkelen belangrijke sectoren. De plaats had toen last van plunderingen door de Duinkerker kapers. Het is de laatste plaats in Groot-Brittannië, die ooit door een andere mogendheid is bezet, door Frankrijk in 1690. Het werd toen zwaar beschadigd door de Franse vloot. Een eeuw hierna was de visserij voor de bevolking nog steeds belangrijk, maar zij was toen inmiddels zelf ook tot de zeeroverij overgegaan.
Tussen dorp en strand ligt een grasvlakte, die de Den wordt genoemd. Er werd in 1787 aan de Den het eerste theehuis gebouwd en het belang van toerisme nam toe. Vijf jaar later kwam het Stoverkanaal bij Newton Abbot klaar, waarna de overslag van klei van binnenvaartschepen naar zeeschepen in belang toenam. Over het estuarium van de rivier de Teign werd in 1827 een brug naar Shaldon met 34 houten bogen voltooid. Deze brug was tussen 1838 en 1840 vanwege onderhoud gesloten. De houten brug is in 1931 door een ijzeren brug vervangen en in 1948 werd de tol afgeschaft. Er werd in 1827 land in een trambaan van de granietgroeves bij Haytor in Dartmoor tot aan het Stoverkanaal voltooid. De spoorstaven van deze trambaan waren van graniet in blokken van circa een meter lang. Via deze route is onder meer het graniet voor de London Bridge uit 1831 getransporteerd.
Teignmouth werd in 1846 met een eigen treinstation op het spoorwegnet aangesloten. De spoorweg loopt richting Dawlish en richting Newton Abbot over een spoordijk langs respectievelijk de zee en het estuarium. Door deze spoorverbinding werd de plaats voor toeristen beter bereikbaar. Er werd ten behoeve van het toerisme in 1867 de Grand Pier met een lengte van 212 meter voltooid. 
In de Tweede Wereldoorlog hebben luchtaanvallen grote schade aangericht. Tot aan 1968 was scheepsbouw belangrijk voor de plaatselijke economie. Na een eeuwenlange geschiedenis van redden op zee heeft de Britse reddingsmaatschappij in 1990 aan de haven een botenhuis gebouwd.

## Toerisme
In het huidige dorp neemt badtoerisme een belangrijke plaats in. Vanwege de warme zeestroom is het klimaat relatief warm vergeleken met andere kustplaatsen in Engeland. Om deze reden zijn er veel palmbomen geplant. De eeuwenoude haven is nog steeds actief als jachthaven, maar ook in de overslag van vooral klei, hout en graan. Er zijn havenkades aanwezig, die aan een deel van het estuarium ligt dat bij laagwater niet droogvalt. Vanaf de kade is het dorp Shaldon aan de andere kant van het estuarium te zien, met op de achtergrond de rode zandstenen heuvel de Ness. Vanaf de kade kunnen ook de vogels op de zandbank de Salty worden gespot.
Tussen dorp en strand ligt een grasvlakte, die de Den genoemd wordt. Aan de dorpskant van de Den staan veel statige panden. Bij de Den is het hoofd van de pier. Er bevindt zich op de Den een vereniging voor bowls. Op deze pier staan er kermisattracties en gokautomaten. Aan de zeeboulevard zijn er een zwembad en een waterspeeltuin. De laatste week van juli staat in het teken van het Teignmouth Carnival.

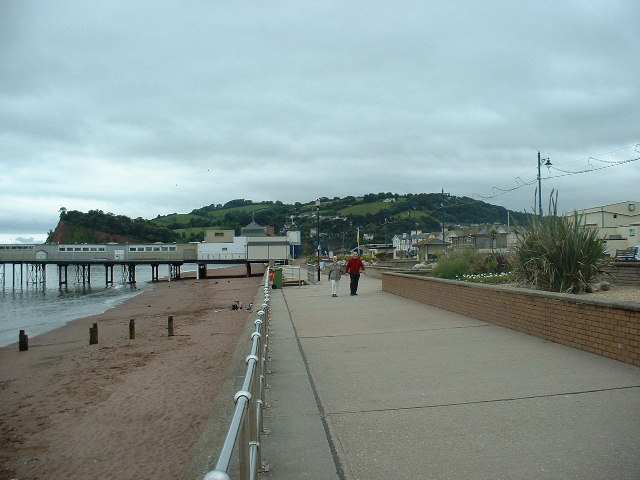
De zeeboulevard met de Grand Pier en de heuvel de Ness

Het tolhuis bij de brug naar Shaldon is aan de kant van Teignmouth nog aanwezig. Enkele honderden meters richting de zee is er ook een veerpont voor voetgangers met een capaciteit van zo’n dertig personen. Teignmouth is het vertrekpunt van het bewegwijzerde Templerpad van 29 kilometer lang. Deze wandelroute volgt tot aan de groeves in Dartmoor de route die het graniet werd vervoerd.

## Varia
De Britse rockband Muse is afkomstig uit Teignmouth.
Abbots Bickington
· Abbotsham
· Abbotskerswell
· All Saints
· Alverdiscott
· Alwington
· Arlington
· Ashburton
· Ashcombe
· Ashford
· Ashprington
· Ashreigney
· Ashton
· Ashwater
· Atherington
· Aveton Gifford
· Awliscombe
· Axminster
· Axmouth
· Aylesbeare
· Bampton
· Barnstaple
· Beaford
· Beaworthy
· Beer
· Belstone
· Bere Ferrers
· Berry Pomeroy
· Berrynarbor
· Bickington
· Bickleigh
· Bickleigh
· Bicton
· Bideford
· Bigbury
· Bishop's Nympton
· Bishop's Tawton
· Bishopsteignton
· Bittadon
· Black Torrington
· Blackawton
· Bondleigh
· Bovey Tracey
· Bow
· Bradford
· Bradninch
· Bradstone
· Bradworthy
· Brampford Speke
· Branscombe
· Bratton Clovelly
· Bratton Fleming
· Braunton
· Brayford
· Brendon
· Brentor
· Bridestowe
· Bridestowe and Sourton Common
· Bridford
· Bridgerule
· Brixham
· Brixton
· Broad Clyst
· Broadhembury
· Broadhempston
· Broadwoodkelly
· Broadwoodwidger
· Brushford
· Buckerell
· Buckfastleigh
· Buckland-Tout-Saints
· Buckland Brewer
· Buckland Filleigh
· Buckland in the Moor
· Buckland Monachorum
· Budleigh Salterton
· Bulkworthy
· Burlescombe
· Burrington
· Butterleigh
· Cadbury
· Cadeleigh
· Chagford
· Challacombe
· Chardstock
· Charleton
· Chawleigh
· Cheriton Bishop
· Cheriton Fitzpaine
· Chittlehamholt
· Chittlehampton
· Chivelstone
· Christow
· Chudleigh
· Chulmleigh
· Churchstow
· Clannaborough
· Clawton
· Clayhanger
· Clayhidon
· Clovelly
· Clyst Honiton
· Clyst Hydon
· Clyst St. George
· Clyst St. Lawrence
· Clyst St Mary
· Coffinswell
· Colaton Raleigh
· Coldridge
· Colebrooke
· Colyton
· Combe Martin
· Combe Raleigh
· Combpyne Rousdon
· Cookbury
· Copplestone
· Cornwood
· Cornworthy
· Coryton
· Cotleigh
· Countisbury
· Crediton
· Crediton Hamlets
· Cruwys Morchard
· Cullompton
· Culmstock
· Dalwood
· Dartington
· Dartmoor Forest
· Dartmouth
· Dawlish
· Dean Prior
· Denbury and Torbryan
· Diptford
· Dittisham
· Doddiscombsleigh
· Dolton
· Dowland
· Down St. Mary
· Drewsteignton
· Dunchideock
· Dunkeswell
· Dunsford
· Dunterton
· East Allington
· East and West Buckland
· East Anstey
· East Budleigh
· East Down
· East Portlemouth
· East Putford
· East Worlington
· Eggesford
· Ermington
· Exbourne
· Exminster
· Exmouth
· Farringdon
· Farway
· Feniton
· Filleigh
· Fremington
· Frithelstock
· Frogmore and Sherford
· George Nympton
· Georgeham
· Germansweek
· Gidleigh
· Gittisham
· Goodleigh
· Great Torrington
· Gulworthy
· Haccombe with Combe
· Halberton
· Halwell and Moreleigh
· Halwill
· Harberton
· Harford
· Hartland
· Hatherleigh
· Hawkchurch
· Heanton Punchardon
· Hemyock
· Hennock
· High Bickington
· Highampton
· Hittisleigh
· Hockworthy
· Holbeton
· Holcombe Burnell
· Holcombe Rogus
· Hollacombe
· Holne
· Holsworthy
· Holsworthy Hamlets
· Honiton
· Horrabridge
· Horwood, Lovacott and Newton Tracey
· Huish
· Huntsham
· Huntshaw
· Huxham
· Iddesleigh
· Ide
· Ideford
· Ilfracombe
· Ilsington
· Instow
· Inwardleigh
· Ipplepen
· Ivybridge
· Jacobstowe
· Kelly
· Kenn
· Kennerleigh
· Kentisbeare
· Kentisbury
· Kenton
· Kilmington
· King's Nympton
· Kingsbridge
· Kingskerswell
· Kingsteignton
· Kingston
· Kingswear
· Knowstone
· Lamerton
· Landcross
· Landkey
· Langtree
· Lapford
· Lewtrenchard
· Lifton
· Little Torrington
· Littleham
· Littlehempston
· Loddiswell
· Loxbeare
· Loxhore
· Luffincott
· Luppitt
· Lustleigh
· Lydford
· Lympstone
· Lynton and Lynmouth
· Malborough
· Mamhead
· Manaton
· Mariansleigh
· Marldon
· Martinhoe
· Marwood
· Mary Tavy
· Marystow
· Meavy
· Meeth
· Membury
· Merton
· Meshaw
· Milton Abbot
· Milton Damerel
· Modbury
· Molland
· Monkleigh
· Monkokehampton
· Monkton
· Morchard Bishop
· Morebath
· Moretonhampstead
· Mortehoe
· Musbury
· Nether Exe
· Newton Abbot
· Newton and Noss
· Newton Poppleford and Harpford
· Newton St. Cyres
· Newton St. Petrock
· North Bovey
· North Huish
· North Molton
· North Tawton
· Northam
· Northcott
· Northleigh
· Northlew
· Nymet Rowland
· Oakford
· Offwell
· Okehampton
· Okehampton Hamlets
· Otterton
· Ottery St Mary
· Pancrasweek
· Parkham
· Parracombe
· Payhembury
· Peter Tavy
· Peters Marland
· Petrockstow
· Pilton West
· Plymtree
· Poltimore
· Poughill
· Powderham
· Puddington
· Pyworthy
· Queen's Nympton
· Rackenford
· Rattery
· Rewe
· Ringmore
· Roborough
· Rockbeare
· Romansleigh
· Rose Ash
· Salcombe
· Sampford Courtenay
· Sampford Peverell
· Sampford Spiney
· Sandford
· Satterleigh and Warkleigh
· Seaton
· Shaldon
· Shaugh Prior
· Shebbear
· Sheepstor
· Sheepwash
· Sheldon
· Shillingford St. George
· Shirwell
· Shobrooke
· Shute
· Sidmouth
· Silverton
· Slapton
· Sourton
· South Brent
· South Huish
· South Milton
· South Molton
· South Pool
· South Tawton
· Southleigh
· Sowton
· Sparkwell
· Spreyton
· St. Giles in the Wood
· St. Giles on the Heath
· Starcross
· Staverton
· Sticklepath
· Stockland
· Stockleigh English
· Stockleigh Pomeroy
· Stoke Canon
· Stoke Fleming
· Stoke Gabriel
· Stoke Rivers
· Stokeinteignhead
· Stokenham
· Stoodleigh
· Stowford
· Strete
· Sutcombe
· Swimbridge
· Sydenham Damerel
· Talaton
· Tavistock
· Tawstock
· Tedburn St. Mary
· Teigngrace
· Teignmouth
· Templeton
· Tetcott
· Thelbridge
· Thornbury
· Thorverton
· Throwleigh
· Thrushelton
· Thurlestone
· Tiverton
· Totnes
· Trentishoe
· Trusham
· Twitchen
· Uffculme
· Ugborough
· Uplowman
· Uplyme
· Upottery
· Upton Hellions
· Virginstow
· Walkhampton
· Washfield
· Washford Pyne
· Weare Giffard
· Welcombe
· Wembury
· Wembworthy
· West Alvington
· West Anstey
· West Buckfastleigh
· West Down
· West Ogwell
· West Putford
· Westleigh
· Whimple
· Whitchurch
· Whitestone
· Widecombe-in-the-Moor
· Widworthy
· Willand
· Winkleigh
· Witheridge
· Woodbury
· Woodland
· Woodleigh
· Woolfardisworthy
· Woolfardisworthy
· Yarcombe
· Yarnscombe
· Yealmpton
· Zeal Monachorum